# Amenherjepeshef (hijo de Ramsés III)
Amenherjepeshef  fue un príncipe egipcio que vivió durante la dinastía XX. Era hijo del faraón Ramsés III y la Gran Esposa Real Iset. Tenía los títulos de Hijo del rey, Príncipe heredero, escriba real, comandante de carros, comandante del carro de la plaza de User-Maat-Ra, Merit-Amón y comandante del Jefe de carros. 

## Datos sobre su vida
El hijo mayor de Ramsés III e Iset, Amenherjepeshef, nació antes de que su padre accediera al trono. A pesar de haber sido designado como heredero al trono de Horus, al fallecer con apenas quince años no sobrevivió a su padre y el cargo de príncipe de la corona pasó a sus hermanos menores.
| M17 | Y5 · N35 | D2 · Z1s | F23 · f | A52 |

| M17 | Y5 · N35 | D2 · Z1s | F23 · f | A52 |

Amenherjepeshef figura en un gran relieve hallado en el pórtico del templo de Medinet Habu, conocido como la «Procesión de los Príncipes». El relieve muestra a diez príncipes rindiendo culto a su padre. Los escultores de Ramsés III parecen haber dejado el relieve incompleto, ya que solo aparecían las figuras del rey y los príncipes, sin nombres inscritos junto a ellos.

## Sepultura

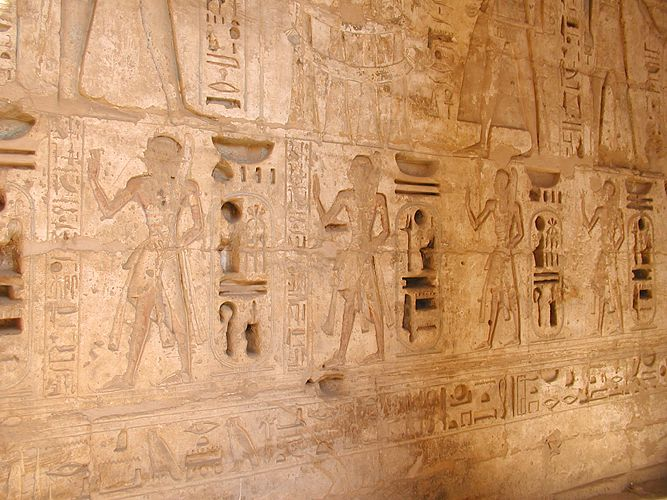
Procesión de los príncipes, dirigidos por Amenherjepeshef (Medinet Habu).

Como heredero del rey, Amenherjepeshef tuvo el privilegio de poder tener su tumba en el Valle de las Reinas, en la orilla occidental del Nilo, en Tebas. La tumba se encuentra bien conservada, siendo excavada por arqueólogos italianos en 1903–1904. Siguiendo el patrón típico de los hipogeos ramésidas, está diseñada sobre una línea recta que va desde la rampa a través de varios pasillos, quedando la sala del sarcófago al final de ésta.
Los frescos de la tumba muestran al joven príncipe con el peinado propio de un niño de la realeza, con la cabeza rapada adornada con una larga trenza colgando sobre un lado de la cabeza. También aparece junto a su padre Ramsés III haciendo ofrendas a los dioses o siendo presentado a las deidades subterráneas por el Faraón. El príncipe no llegó a ser enterrado aquí.